# Le Guérisseur de cathédrales
Le Guérisseur de cathédrales est un roman de Philip K. Dick, publié en 1969 aux États-Unis sous le titre Galactic Pot-Healer, puis en français par Champ Libre (coll. Chute libre) en 1977 sous le titre Manque de pot et en 1980 sous le titre Le Guérisseur de cathédrales.

## Résumé
Joe Fernwright est un guérisseur de céramiques, sans doute le meilleur de la Terre. Malheureusement pour lui, il est au chômage car il ne reste plus aucune poterie à restaurer et plus personne ne songe à en fabriquer de nouvelles. Dans cette société futuriste où il vit, gangrénée par la surpopulation et une inflation galopante, il ne survit que grâce aux subsides que lui alloue un gouvernement totalitaire. Divorcé d'une femme autoritaire et dépourvu d'avenir, Joe Fernwright songe sérieusement à mettre fin à ses jours lorsqu'une entité extraterrestre, le Glimmung, lui propose un travail. Pour Joe Fernwright, cette offre qui tombe à pic est une dernière chance et presque une rédemption de ses nombreux échecs. 
Le Glimmung, entité quasi divine, est en train de réunir une équipe de nombreux spécialistes provenant de toutes les espèces extraterrestres afin de se rendre sur Sirius V, dite La planète du Laboureur. Là, il compte tenter de renflouer une cathédrale engloutie, Heldscalla, afin de ressusciter d'anciens dieux. L'avenir se présente sous les meilleurs auspices pour Joe Fernwright qui, lors du voyage interplanétaire qui l'emmène vers la planète de Laboureur rencontre une jeune femme, Mali, dont il tombe amoureux. Toutefois, dès l'atterrissage, il entre en possession d'un livre vendu et rédigé par une race autochtone, les Kalendes, qui contient des prédictions inquiétantes sur l'avenir.

## Remarque
Nick et le Glimmung (paru en France en 1989 chez Gallimard) est le seul ouvrage destiné à la jeunesse écrit par Dick. L'action se situe également sur la Planète du laboureur.

## Éditions françaises
- sous le titre Manque de pot, éd. Champ libre, coll. Chute libre no 19,1977, traduction François Lourbet  (ISBN 2-85184-081-9)
- éd. Presses Pocket, coll. Science-fiction no 5083, 1980, traduction Marcel Thaon, couverture  Wojtek Siudmak  (ISBN 2-266-00912-5)
- in Aurore sur un jardin de palme, éd. Presses de la Cité, coll. Omnibus, 1994  (ISBN 2-258-03698-4)